# Constant Vecht
Constant Vecht (Amsterdam, 21 december 1947 – aldaar, 10 november 2020) was een Nederlandse journalist, schrijver en kunsthandelaar. Van 1983 tot 1986 was hij hoofdredacteur van De Waarheid. Van 1988 tot 1997 was hij directeur/uitgever van De Groene Amsterdammer.

## Biografie
Constant Vecht was de zoon van de kunsthandelaar Jack Vecht en groeide op in de Amsterdamse Apollobuurt. Na zijn middelbareschooltijd op het Vossius Gymnasium ging Vecht in 1967 filosofie en sociologie studeren aan de Universiteit van Amsterdam. Hij werd actief in de (linkse) studentenbeweging en was van 1971 tot 1972 voorzitter van de Algemene Studenten Vereniging Amsterdam (ASVA). De ASVA raakte in die tijd onder invloed van de Communistische Partij van Nederland (CPN). In 'Zondagskinderen waren we' (1991) geeft Vecht een inkijkje in de ontwikkeling die hij in die periode doormaakte. De duidelijk autobiografische kroniek Huis aan de Amstel uit 1993 beschrijft in meer detail de periode waarin de jonge Vecht zich ontworstelde aan zijn ouderlijk milieu, om uiteindelijk lid te worden van de CPN. In een terugblik uit 1997 kijkt Martin van Amerongen ook terug op die tijd en de jaren erna. 
Van 1983 tot 1986 werd Vecht hoofdredacteur van het communistische dagblad De Waarheid. Over die tijd bij De Waarheid schreef Martin van Amerongen: "Hij had zonder meer de zwaarste betrekking in de Nederlandse journalistiek, hoofdredacteur van een krant zonder een cent, met minimale mankracht en eigenlijk zonder bestaansrecht." Daarna werd Vecht directeur van De Groene (Amsterdammer).
Uiteindelijk belandde hij in de kunsthandel van zijn vader en grootvader, de firma “Kunstzalen A. Vecht” in de Spiegelstraat in Amsterdam.

## De Groene
Toen Vecht in 1988 aantrad bij De Groene verkeerde het blad financieel in penibele omstandigheden. Vecht voerde een aantal veranderingen door, zoals de vorming van een advertentie-afdeling. 
Hij speelde als directeur/uitgever een belangrijke rol in de geschiedenis van De Groene. In tegenstelling tot wat gebruikelijk was schreef hij ook in het weekblad.

## Onderscheiding
In 1986 ontving Vecht de Anne Vondelingprijs voor zijn artikelen in De Groene over de Nederlandse politiek.